# Jesper Fritz
Claes Jesper Fritz, född 13 september 1985 i Bunkeflostrand, är en svensk friidrottare i stavhopp.

## Karriär
Fritz deltog vid EM inomhus 2005 i Madrid där han blev utslagen i kvalet. Vid U23-EM i Erfurt, Tyskland i juli 2005 kom han åtta på 5,40
Han deltog vid EM i Göteborg 2006 men slogs ut i kvalet med 5,45.
Han tävlade vid U23-EM i Debrecen, Ungern år 2007 och kom där tvåa på personbästa 5,70.
År 2008 deltog Fritz vid Inne-VM i Valencia i Spanien men slogs ut i kvalet efter att rivit tre gånger på ingångshöjden 5,35. Han tävlade i Olympiska sommarspelen 2008 i Peking, Kina men blev utslagen i kvalet. Han vann SM-guld i stavhopp den 2 augusti 2008. 
Vid VM år 2009 i Berlin slogs han ut i kvalet efter skadekänning.
Han bor i Malmö och tävlar för Malmö AI. Han tränas av Stanislaw "Stanley" Szczyrba. Fritz gjorde ett uppehåll i läkarstudierna för att kunna satsa helhjärtat mot OS 2012.

## Personliga rekord
| Utomhus - Stavhopp – 5,70 (Debrecen, Ungern 15 juli 2007) | Inomhus - 60 meter häck – 8,27 (Malmö 14 februari 2004) - Stavhopp – 5,55 (Malmö 5 februari 2005) - Stavhopp – 5,55 (Malmö 12 februari 2005) - Stavhopp – 5,55 (Malmö 23 februari 2008) |